# Universidad de Kyūshū
La Universidad de Kyūshū (九州大学 Kyūshū Daigaku?), abreviado como Kyūdai (九大?), es la universidad más prestigiosa e importante de la isla de Kyūshū. Se localiza en la ciudad de Fukuoka, en la prefectura de Fukuoka, Japón. Es una de las universidades imperiales de Japón. Es considerada también como una de las instituciones de mayor prestigio en Japón.
Hay un total de 1,292 de estudiantes extranjeros (cifras del 1 de mayo de 2008) en la universidad. Por lo tanto se encuentra entre las primeras universidades de destino para estudiantes extranjeros en Japón (solo después de la Universidad de Tokio y la Universidad de Osaka).

## Historia
La universidad de Kyūshū fue fundada con el nombre de Universidad Médica de Fukuoka en 1903 y fue asociada con la Universidad de Kioto. La Universidad Imperial de Kyūshū se estableció como una entidad separada en 1911, para posteriormente ser conocida como Universidad Kyūshū.

## Escuelas de Pregrado y Postgrado Escuelas / Facultades

### Escuelas de Pregrado
- Facultad de Letras
- Escuela de Educación
- Facultad de Derecho
- Facultad de Ciencias Económicas
- Facultad de Ciencias
- Facultad de Medicina
- Facultad de Odontología
- Facultad de Ciencias Farmacéuticas
- Facultad de Ingeniería
- Escuela de Diseño
- Escuela de Agricultura
- El Programa Siglo 21

### Escuelas y Facultades de Graduados de Postgrado
|Escuelas de Postgrado
|Facultades superiores
- Escuela Superior de Humanidades
- Escuela Superior de Estudios Sociales y Culturales
- Escuela Superior de Estudios Humanos-Medio Ambiente
- Escuela Superior de Derecho
- Escuela de Graduados de Derecho - Programa de Inglés
- Facultad de Derecho
- Escuela de Graduados de Ciencias Económicas
- Escuela de Negocios
- Escuela de Graduados de Ciencias
- Escuela de Matemáticas
- Escuela de Graduados de Ciencias Médicas
- Escuela de Graduados en Ciencias Odontológicas
- Escuela de Graduados de Ciencias Farmacéuticas
- Escuela Superior de Ingeniería
- Escuela Superior de Diseño
- Escuela de Graduados de Ciencias de la Información e Ingeniería Eléctrica
- Escuela de Postgrado Interdisciplinario de Ciencias de la Ingeniería
- Escuela de Graduados de Ciencias y Bioresource Bioambiental
- Escuela de Graduados de Sistemas de Ciencias de la Vida

- Facultad de Humanidades
- Facultad de Estudios Sociales y Culturales
- Facultad de Estudios Humanos-Medio Ambiente
- Facultad de Derecho
- Facultad de Ciencias Económicas
- Facultad de Lenguas y Culturas
- Facultad de Ciencias
- Facultad de Matemáticas
- Facultad de Ciencias Médicas
- Facultad de Odontología
- Facultad de Ciencias Farmacéuticas
- Facultad de Ingeniería
- Facultad de Diseño
- Facultad de Ciencias de la Información e Ingeniería Eléctrica
- Facultad de Ciencias de la Ingeniería
- Facultad de Agronomía

### Institutos de Investigación
- Centro de Derecho Asiático
- Centro de Gestión de Conflictos
- Centro de Investigación de la información genética
- Centro de Investigación para la Prevención de Enfermedades Infecciosas
- Instituto de Investigación para Mecánica Aplicada
- Instituto de Matemáticas para la Industria
- Instituto de Química de Materiales e Ingeniería
- Instituto de Sismología y Vulcanología, representado a nivel nacional Comité de Coordinación de la predicción de terremotos[1]
- Instituto Médico de Biorregulación

## Alumnos famosos
- Kōsuke Morita (森田 浩介）, descubridor del elemento químico 113 "Nihonio"
- Hashimoto Hakaru (橋本策 '''?)
- Kyoichi Katayama
- Yasushi Inoue, escritor
- Koichi Wakata (若田 光一), astronauta
- Toshio Shimao
- Ichiro Nakagawa (中川一郎):
- Tomihisa Taue
- Genichi Taguchi (田口玄一), creador de métodos estadísticos de ingeniería de calidad